# Eingetragener Kaufmann
Die Bezeichnung eingetragener Kaufmann oder  eingetragene Kauffrau (auch Einzelkaufmann bzw. -frau) gibt in Deutschland an, dass ein Einzelunternehmer, das heißt eine natürliche Person, als Kaufmann im Handelsregister eingetragen ist. Abkürzungen für Einzelkaufleute sind insbesondere e. K., e. Kfm. oder e. Kfr. (§ 19 HGB).
Damit findet auf die Geschäfte des eingetragenen Kaufmanns das Handelsgesetzbuch Anwendung. Für ihn gelten beispielsweise die Regeln über Handelsbräuche, wie die Rügepflicht (§ 377 HGB) oder die Grundsätze über das kaufmännische Bestätigungsschreiben. Der eingetragene Kaufmann kann  unter seiner Firma klagen und verklagt werden (§ 17 HGB).

## Informationen
Der eingetragene Kaufmann ist Einzelunternehmer. Das Einzelunternehmen ist die häufigste Rechtsform in Deutschland. 
Der Inhaber des Einzelunternehmens haftet für alle Verbindlichkeiten des Unternehmens persönlich und unmittelbar mit seinem gesamten Vermögen.
Soweit der Einzelunternehmer kraft Betätigung Kaufmann im Sinne des HGB ist (Istkaufmann, Handelsgewerbe gem. § 1 HGB), ist die Eintragung ins Handelsregister gesetzlich vorgeschrieben (§ 29 HGB). Andere Gewerbetreibende können sich freiwillig eintragen lassen und somit Kaufmann kraft Eintragung werden (sogenannte Kannkaufleute: Kleingewerbe gem. § 2 HGB, Betriebe der Land- und Forstwirtschaft gem. § 3 Abs. 2 HGB).
Der Kaufmann wird im Handelsregister in Abteilung A eingetragen. Die Eintragung ist bei einem Istkaufmann deklaratorisch, die Kaufmannseigenschaft besteht somit auch ohne Eintragung. Bei einem Kannkaufmann nach § 2 oder § 3 HGB wirkt die Eintragung konstitutiv für die Kaufmannseigenschaft, diese wird also erst durch die Eintragung erworben.
Der Kaufmann führt eine Firma, d. h. eine Bezeichnung, unter der er im Geschäftsverkehr auftritt. Diese wird im Handelsregister eingetragen. Bei der Auswahl der Firma sind die Firmengrundsätze des § 18 HGB zu beachten.
Dem Einzelkaufmann ist die Gründung von Zweigniederlassungen gestattet (§ 13 HGB).
Die Gebühren für Anmeldung, Eintragung und Veröffentlichung des e. K. betragen etwa 180 Euro.

## Vor- und Nachteile

### Vorteile
Zu den Vorteilen der Rechtsform zählt eine schnelle Entscheidungsfindung. Es sind keine aufwendigen Abstimmungsprozesse erforderlich, da der eingetragene Kaufmann allein verantwortlich und entscheidungsberechtigt ist. Hierdurch gibt es auch keine Konflikte über die Art der Unternehmensführung oder über die Aufteilung der Gewinne.
Gegenüber Kapitalgesellschaften sind die Aufwendungen des Einzelkaufmanns für die Buchführung geringer. Auch die steuerliche Belastung ist in der Regel geringer als bei Kapitalgesellschaften.

### Nachteile
Der Nachteil dieser Rechtsform liegt im Haftungsrisiko, da der Kaufmann persönlich, unmittelbar und unbeschränkt haftet. Auch ist die Beschaffung von Eigenkapital auf das eigene Vermögen beschränkt, denn das Kapital kann nicht durch den Verkauf von Anteilen oder Aktien aufgestockt werden. 
Im Unterschied zu einem nicht eingetragenen Gewerbetreibenden ist er zur Erstellung einer Bilanz über sein Vermögen und seine Verbindlichkeiten verpflichtet. Die Verpflichtung entfällt nach dem Handelsgesetzbuch, wenn jeweils 800.000 Euro Umsatz und jeweils 80.000 Euro Jahresüberschuss in zwei aufeinander folgenden Geschäftsjahren nicht überschritten werden (§ 241a HGB) oder in Gründungsfällen zum ersten Abschlussstichtag nach Neugründung nicht überschritten werden.
Da auch von nicht eingetragenen Gewerbetreibenden § 141 AO zu beachten ist, wonach ebenfalls die Pflicht zur Bilanzierung besteht, wenn im vorangegangenen Jahr ein Umsatz von 800.000 € oder ein Gewinn von 80.000 € erzielt wurde, relativiert sich der Vorteil. Nach dieser Vorschrift tritt in der Regel die Pflicht zur Bilanzierung eher ein.